# Comuna Poiana Teiului, Neamț
Poiana Teiului (în trecut, Călugăreni) este o comună în județul Neamț, Moldova, România, formată din satele Călugăreni, Dreptu, Galu, Pârâul Fagului, Petru Vodă, Poiana Largului, Poiana Teiului (reședința), Roșeni, Ruseni, Săvinești și Topoliceni.

## Așezare
Comuna se află în nord-vestul județului, la poalele munților Stânișoarei, pe malurile râului Bistrița, imediat în aval de lacul Izvorul Muntelui. Pe teritoriul comunei, mai există încă o mică centrală hidroelectrică pe Bistrița, barajul ei formând micul lac de acumulare Poiana Teiului. Este străbătută de șoseaua națională DN15, care leagă Piatra Neamț de Toplița. La Poiana Largului, acest drum trece pe un viaduct coada lacului Izvorul Muntelui și la cele două capete ale viaductului, se ramifică din el alte două șosele naționale: DN17B, care duce spre Vatra Dornei; și DN15B care duce spre Târgu Neamț. Pe teritoriul comunei, lângă viaductul Poiana Largului, se află în lacul Izvorul Muntelui stânca solitară denumită Piatra Teiului, un martor de eroziune al unui recif cretacic de corali.

## Demografie
Componența etnică a comunei Poiana Teiului
     Români (91,86%)
     Alte etnii (0,29%)
     Necunoscută (7,85%)
Componența confesională a comunei Poiana Teiului
     Ortodocși (90,29%)
     Alte religii (1,69%)
     Necunoscută (8,02%)
Conform recensământului efectuat în 2021, populația comunei Poiana Teiului se ridică la 4.089 de locuitori, în scădere față de recensământul anterior din 2011, când fuseseră înregistrați 4.451 de locuitori. Majoritatea locuitorilor sunt români (91,86%), iar pentru 7,85% nu se cunoaște apartenența etnică. Din punct de vedere confesional, majoritatea locuitorilor sunt ortodocși (90,29%), iar pentru 8,02% nu se cunoaște apartenența confesională.

## Politică și administrație
Comuna Poiana Teiului este administrată de un primar și un consiliu local compus din 13 consilieri. Primarul, Alexandru-Teodor Chirilă[*], de la Partidul Național Liberal, este în funcție din 1 noiembrie 2024. Începând cu alegerile locale din 2024, consiliul local are următoarea componență pe partide politice:
|  | Partid                          | Consilieri | Componența Consiliului | Componența Consiliului | Componența Consiliului | Componența Consiliului | Componența Consiliului | Componența Consiliului |
|  | ------------------------------- | ---------- | ---------------------- | ---------------------- | ---------------------- | ---------------------- | ---------------------- | ---------------------- |
|  | Partidul Național Liberal       | 6          |                        |                        |                        |                        |                        |                        |
|  | Partidul Social Democrat        | 5          |                        |                        |                        |                        |                        |                        |
|  | Alianța pentru Unirea Românilor | 2          |                        |                        |                        |                        |                        |                        |

## Istorie
La sfârșitul secolului al XIX-lea, comuna purta numele de Călugăreni, făcea parte din plasa Piatra-Muntele a județului Neamț, și era formată din satele Călugăreni, Gura Largului, Poiana Largului, Poiana Teiului, Roșeni, Dreptu, Frumosu, Bușumeni, Stejaru, Gălbăzeni, Brânzeni, Coroiu și Reșcani, având în total 2242 de locuitori. În comună existau 9 mori de apă, cinci biserici și o școală. La acea vreme, pe teritoriul actual al comunei, mai funcționa în aceeași plasă și comuna Galu, formată din satele Galu, Gura Dreptului, Pârâu Fagului, Pârâu-Galu, Poiana Răchiței, Ruseni, Săvinești, Topoliceni și Urși, cu 1701 locuitori. Existau și aici două biserici și o școală.
Anuarul Socec din 1925 consemnează cele două comune în plasa Muntele a aceluiași județ. Comuna Călugăreni avea 2340 de locuitori în satele Brânzeni, Călugăreni, Coroiu, Gălbezeni, Largu, Poiana Largului, Poiana Teiului și Roșeni; iar comuna Galu avea o populație de 1944 de locuitori și alcătuirea: Dreptu, Frumosu, Galu, Pârâul Fagului, Poiana Răchiței, Săvinești, Stejaru, Topoliceni, Bușmeni și Ruseni. În 1931, reședința comunei Călugăreni s-a mutat la Poiana Teiului, și ulterior și comuna a luat numele noului sat de reședință.
În 1950, cele două comune au fost arondate raionului Piatra Neamț și apoi (după 1964) raionului Târgu Neamț din regiunea Bacău. Satul Gălbezeni a primit în 1964 denumirea de Văleni. În 1968, ele au revenit la județul Neamț, reînființat; tot atunci, comuna Galu a fost desființată, satele ei trecând la comuna Poiana Teiului. Au fost desființate atunci și satele Brânzeni, Coroiu (comasate cu Văleni) și Largu (comasat cu Poiana Largului), iar satul Văleni a fost din nou rebotezat în Petru Vodă, iar satul Poiana Teiului a fost strămutat (din cauza realizării lacului de acumulare Izvorul Muntelui) în vatra satului Poiana Răchitei, satul rezultat din comasarea lor luând denumirea de Poiana Teiului.
Comuna a primit indicatorul de sat european pentru efectuarea unor lucrări de reabilitare a infrastructurii: refacerea malurilor, podețelor și drumului comunal, precum și alimentarea cu apă, reabilitarea școlii din satul Dreptu, înființarea unui punct farmaceutic și dezvoltarea eco-turismului local.

## Monumente istorice

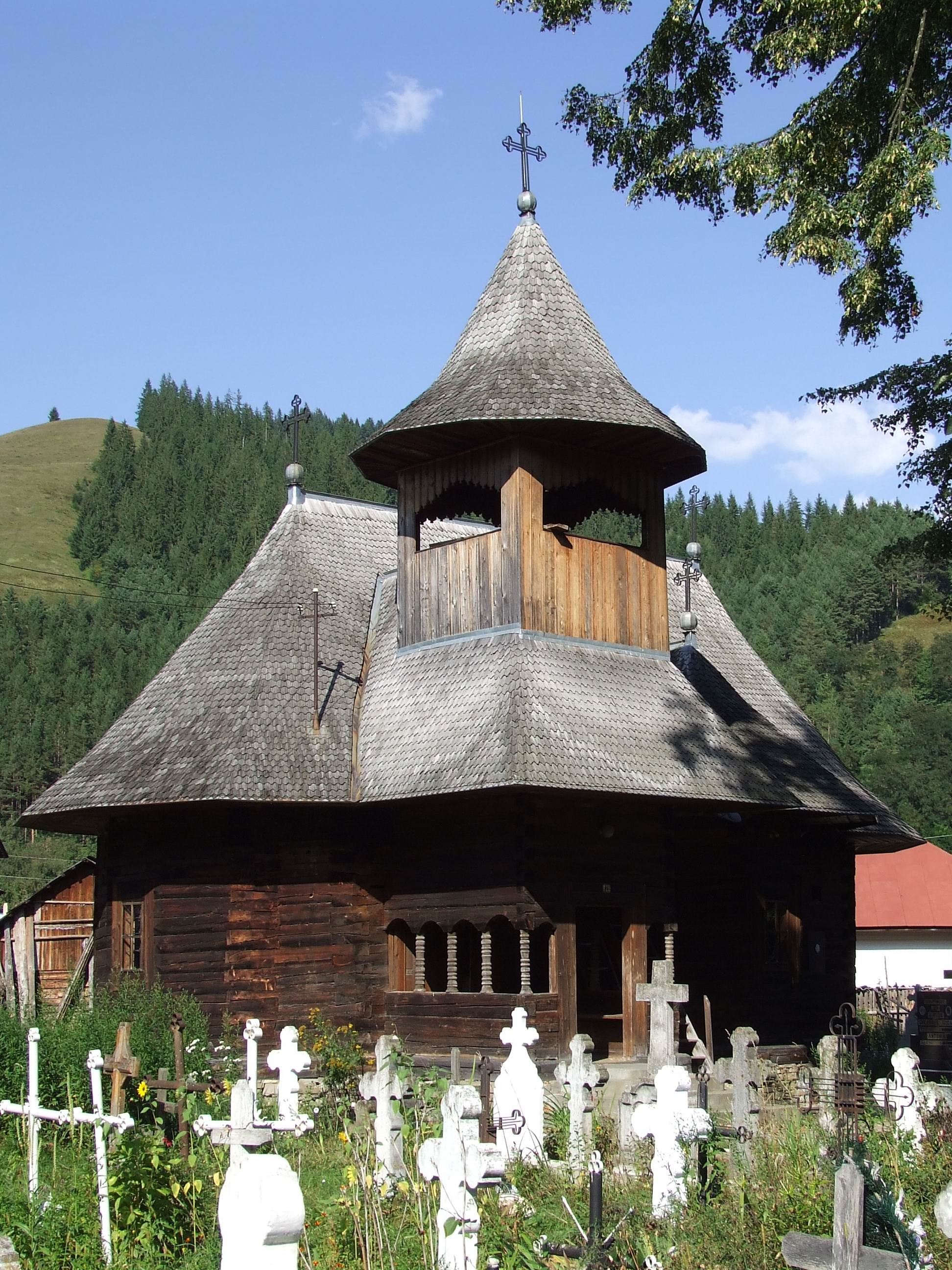
Biserica din Galu, monument istoric de interes local

Patru obiective din comuna Poiana Teiului sunt incluse în lista monumentelor istorice din județul Neamț ca monumente de interes local, toate fiind clasificate ca monumente de arhitectură: biserica de lemn „Sfântul Gheorghe” (1818) din satul Galu; ansamblul bisericii „Sfântu Gheorghe” (secolele al XVIII-lea–al XIX-lea) din satul Petru Vodă, ansamblu constând din biserica propriu-zisă (1762–1783) și turnul-clopotniță de lemn (1832); ansamblul bisericii „Buna Vestire” (secolele al XVIII-lea–al XIX-lea) din satul Poiana Largului, ansamblu cuprinzând biserica propriu-zisă (1741) și turnul-clopotniță (secolul al XIX-lea); și ansamblul bisericii „Sfinții Trei Ierarhi” (secolul al XIX-lea) din satul Poiana Largului, cu turnul-clopotniță datând din aceeași perioadă.

## Personalități născute aici
- Valerie Moglan (1878 - 1949), episcop ortodox.